# 艾伯特·霍普
艾伯特·霍普（英語：Albert Hope，1914年2月2日—1966年9月3日），新西兰男子赛艇运动员。他曾代表新西兰参加1938年大英帝国运动会赛艇比赛，获得男子四人单桨有舵手银牌。